# Ремс-Мур (район)
Район Ремс-Мур (нім. Rems-Murr-Kreis) — район землі Баден-Вюртемберг, Німеччина. Район підпорядкований урядовому округу Штутгарт. Центром району є місто Вайблінген. Населення становить 427 286 ос. (станом на 31 грудня 2020), площа  — 858,14 км². 

## Демографія
Густота населення в районі становить 484 чол./км².
| Рік             | Населення |
| --------------- | --------- |
| 31. грудня 1973 | 351.470   |
| 31. грудня 1975 | 349.139   |
| 31. грудня 1980 | 356.142   |
| 31. грудня 1985 | 356.198   |
| 27. травня 1987 | 360.634   |

| Рік             | Населення |
| --------------- | --------- |
| 31. грудня 1990 | 380.813   |
| 31. грудня 1995 | 399.116   |
| 31. грудня 2000 | 409.296   |
| 31. грудня 2005 | 417.697   |
| 31. грудня 2010 | 415.448   |

## Міста і громади
Район поділений на 8 міст, 23 громади.